# Daihatsu Rocky (F300)
De Daihatsu Rocky (F300) is een mini SUV van de Japanse autoconstructeur Daihatsu die van 1989 tot 2002 geproduceerd werd. De wagen werd uiteindelijk opgevolgd door de Daihatsu Terios.
In Europa en Australië werd de wagen op de markt gebracht als de Daihatsu Feroza omdat de naam Rocky in de meeste landen al gebruikt werd voor de grotere Rugger/Fourtrak. In Indonesië werd de naam Feroza dan weer gebruikt voor de benzineversie met achterwielaandrijving van de Rugger. In het Verenigd Koninkrijk werd de wagen verkocht als de Daihatsu Sportrak. Om verwarring te vermijden wordt de wagen vaak aangeduid met zijn modelcode F300 of F310.

## Geschiedenis
De productie van de Rocky (F300) begon in 1989. De wagen vertoonde veel gelijkenissen met zijn grotere variant, de Daihatsu Rugger. Beide zijn het driedeurs terreinwagens die beschikken over schakelbare vierwielaandrijving, versnellingsreductie en afhankelijk van de uitrusting ook sperdefferentiëlen, maar de Rugger heeft een grotere bodemvrijheid en zwaardere motoren. De Rocky is daarom vooral bedoeld voor lichter terrein. De Rocky (F310) was een variant met een grotere spoorbreedte en bredere wielkasten die in 1992 uitgebracht werd.
De Rocky werd aangedreven door een 1,6-liter viercilinder Daihatsu HD 16 kleppen vier-in-lijnlijnmotor met bovenliggende nokkenas, gekoppeld aan een handgeschakelde vijfversnellingsbak of een viertraps automatische versnellingsbak. Van 1989 tot 1991 was dat een 1,6-liter HD-C benzinemotor met carburateur, daarna werd een 1,6-liter HD-E benzinemotor met brandstofinjectie aangeboden. In Japan varieerde het motorvermogen van 75 tot 105 pk. Voor de exportmarkt werd de Rocky aangeboden als de Feroza met de HD-C motor met een vermogen van 86 pk en later met de HD-E motor met een vermogen van 95 pk.
De Rocky/Feroza kreeg tijdens de productie enkele kleine facelifts, voornamelijk beperkt tot het radiatorrooster. De achterlichten bevonden zich in de carrosserie, maar voor sommige markten werden de achterlichten in een vergrote achterbumper gemonteerd om te voldoen aan de lokale wetgeving.

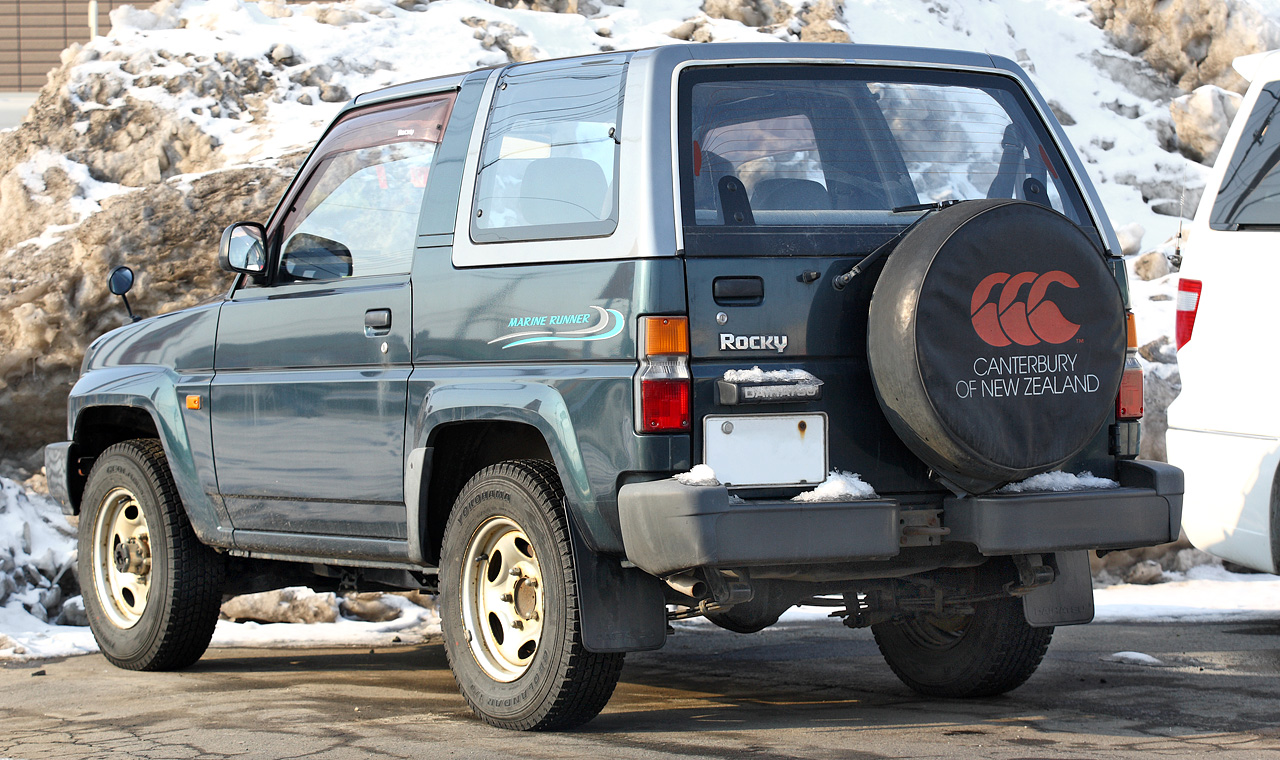
Daihatsu Rocky (F300)
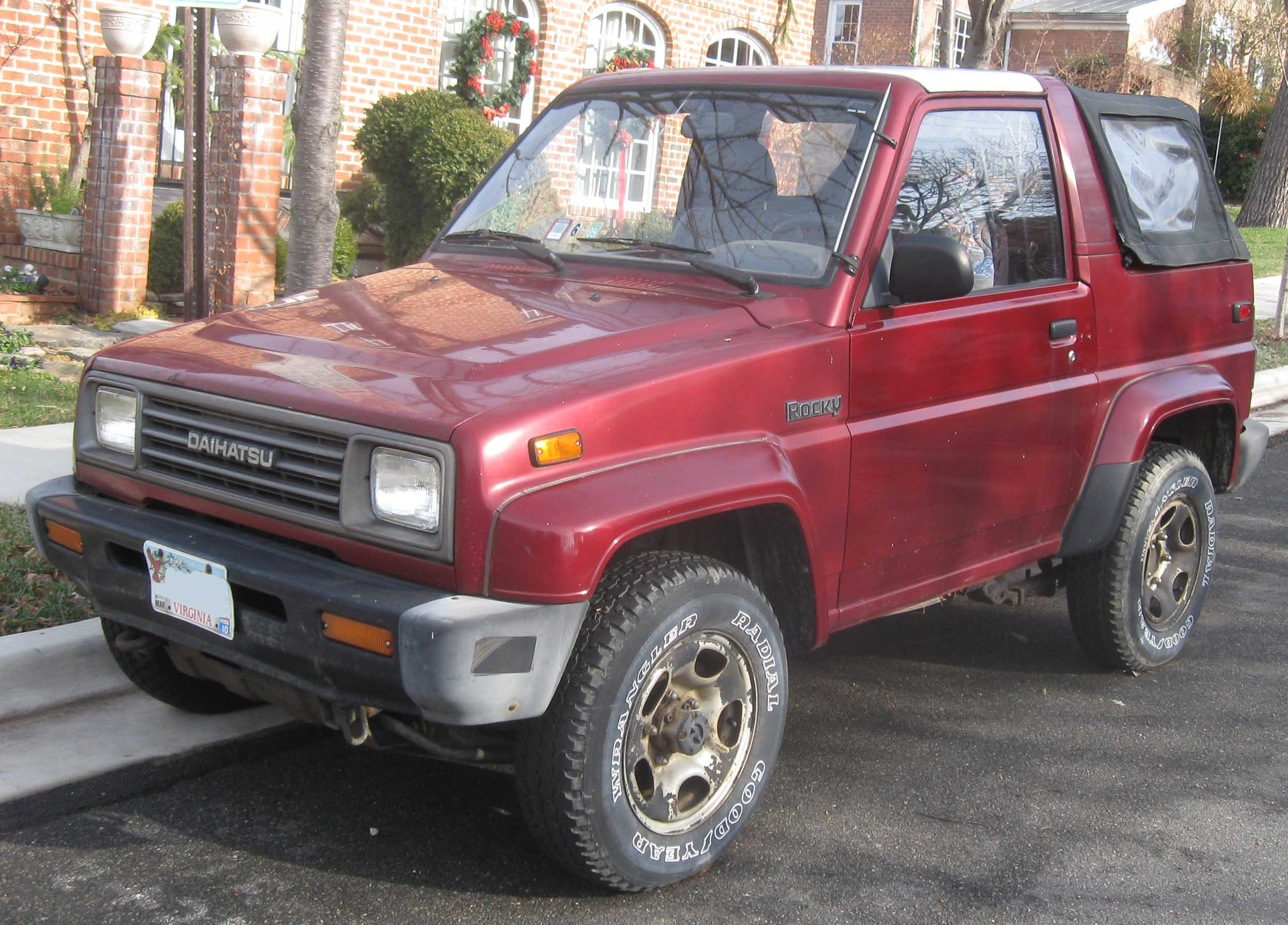
Daihatsu Rocky (F310)
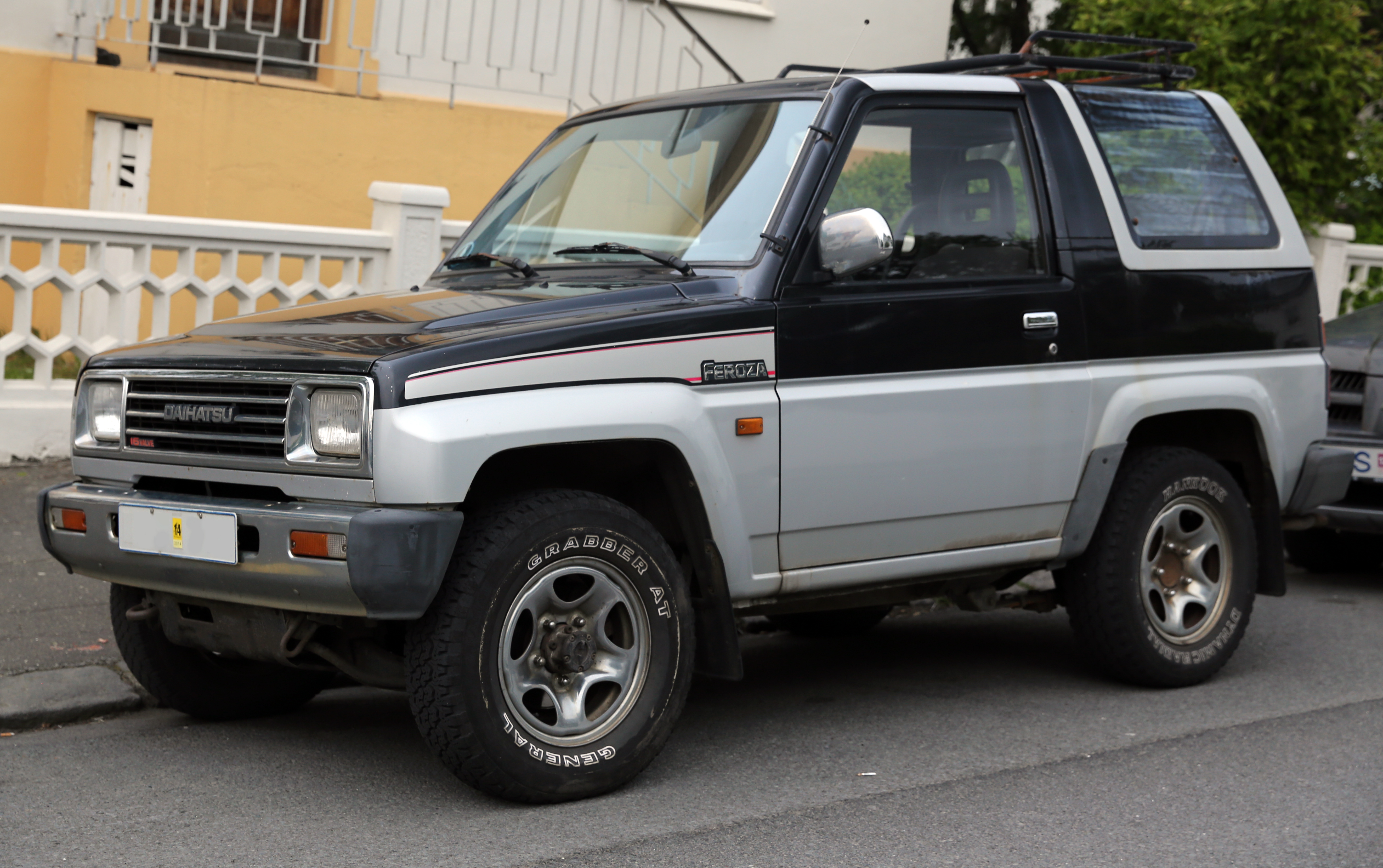
Daihatsu Feroza
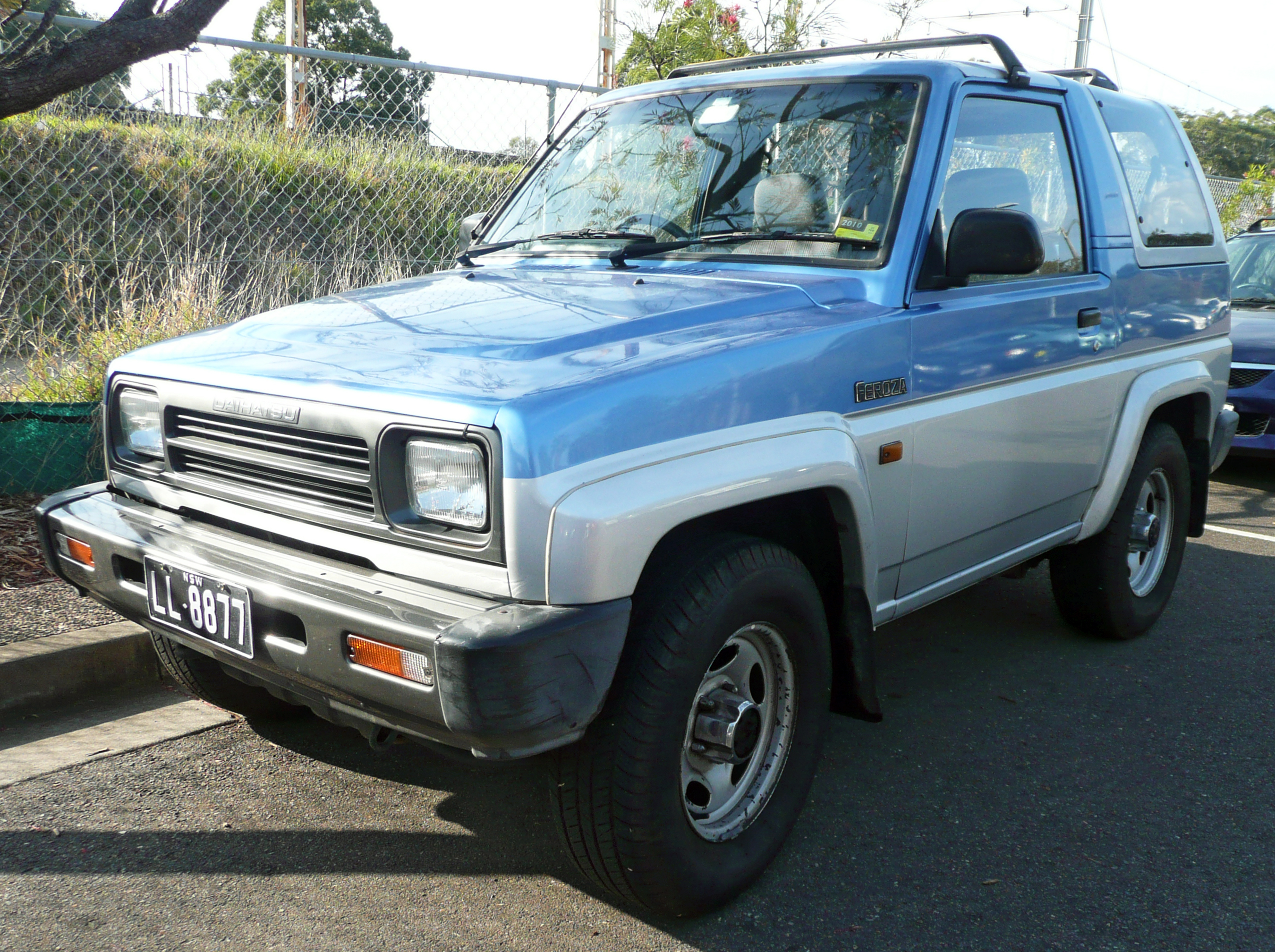
Daihatsu Feroza, eerste facelift
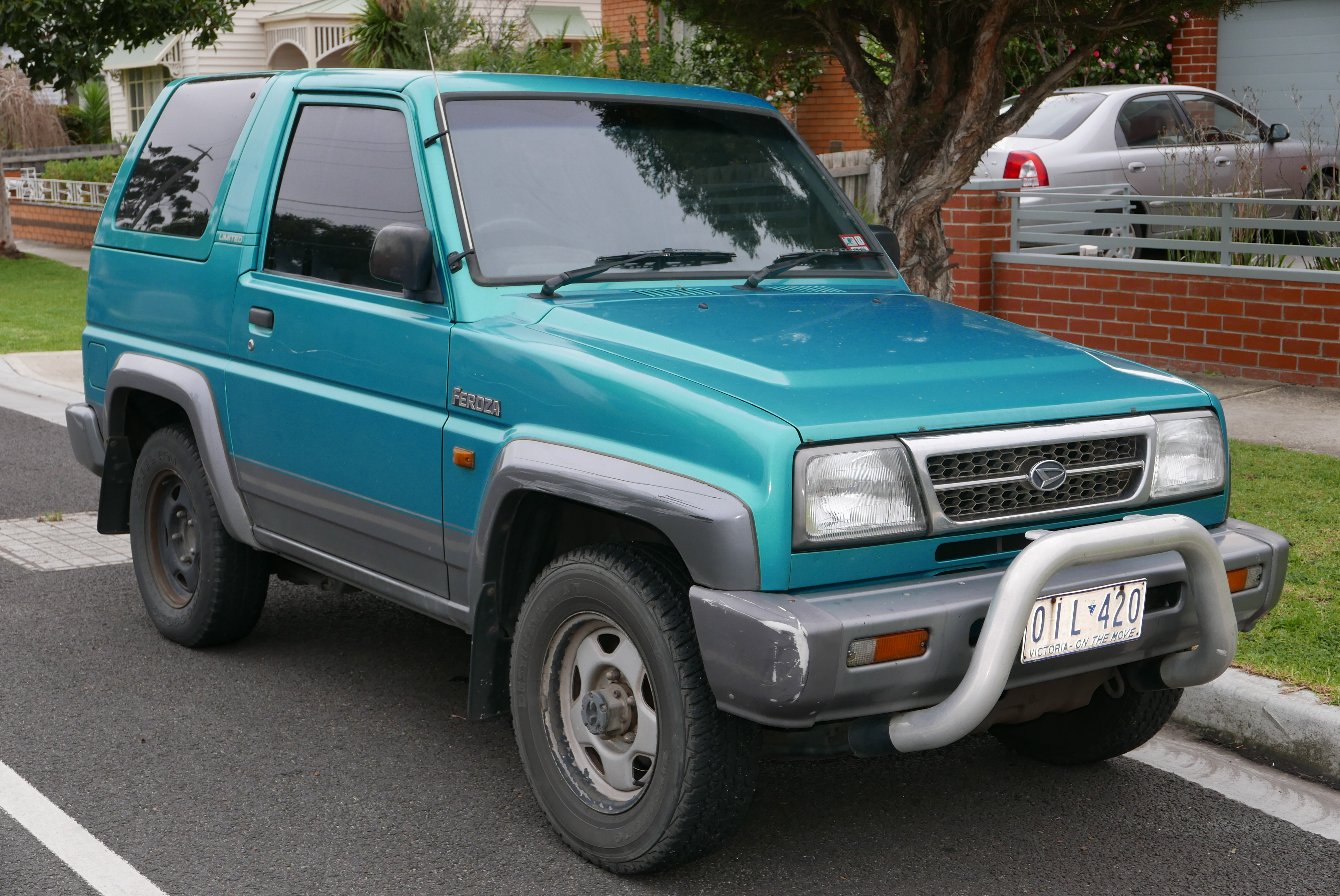
Daihatsu Feroza, tweede facelift
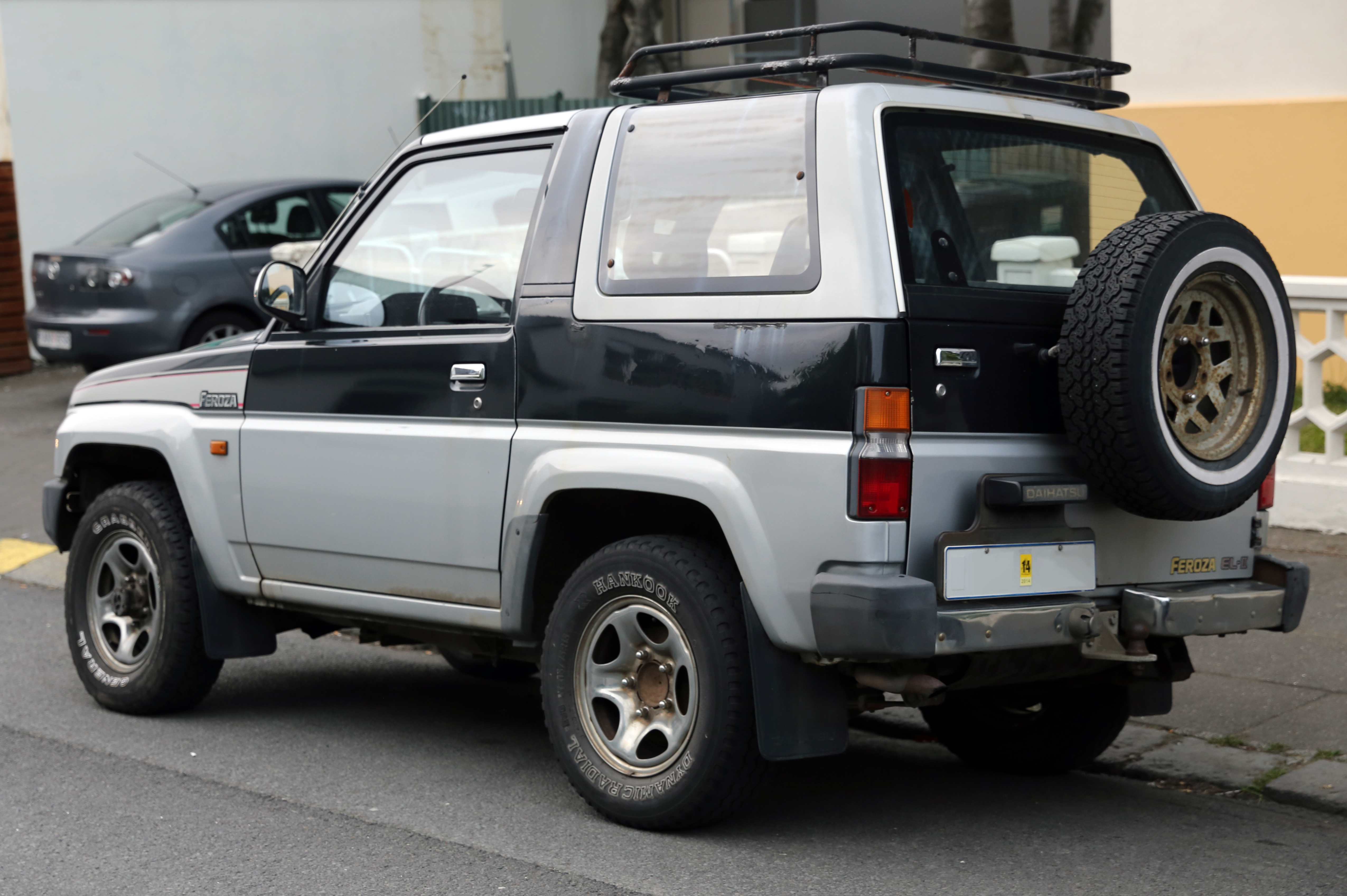
Daihatsu Feroza met de achterlichten in de carrosserie
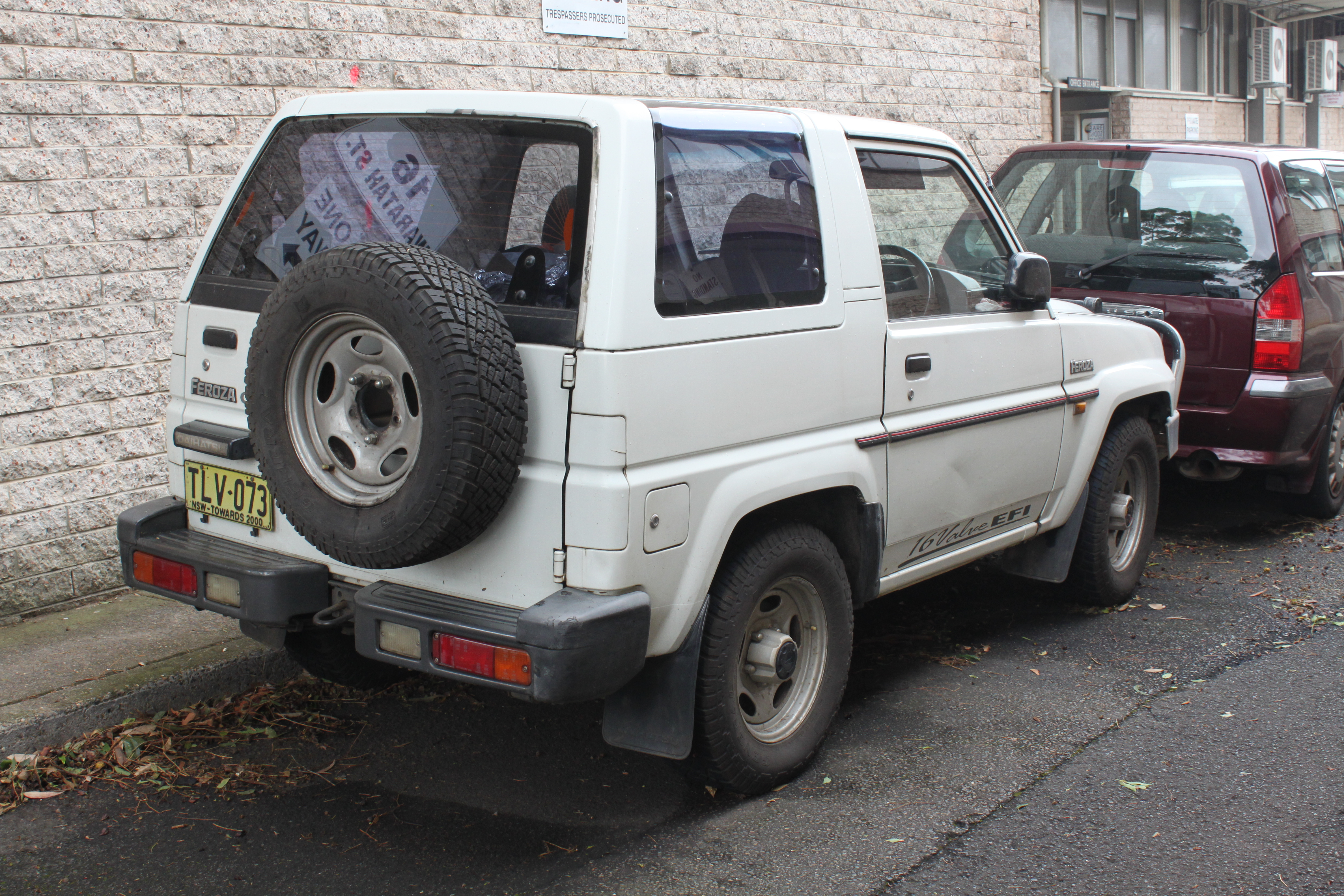
Daihatsu Feroza met de achterlichten in een vergrote achterbumper

## Bertone Freeclimber II
De Bertone Freeclimber II was een licht gerestylede versie van de Daihatsu Feroza die door Bertone geproduceerd werd van 1992 tot 1993. De carrosserie kreeg een gewijzigd radiatorrooster met vier ronde koplampen en was voorzien van extra spatborden vanwege de bredere spoorbreedte. De Freeclimber II werd aangedreven door een 1,6-liter vier-in-lijn-benzinemotor van BMW met een vermogen van 74 kW (100 pk) en een koppel van 130 Nm.
De wagen was de opvolger van de Bertone Freeclimber en was vooral populair in Frankrijk en Italië. Bertone bouwde ongeveer 2800 exemplaren van de Freeclimber II.

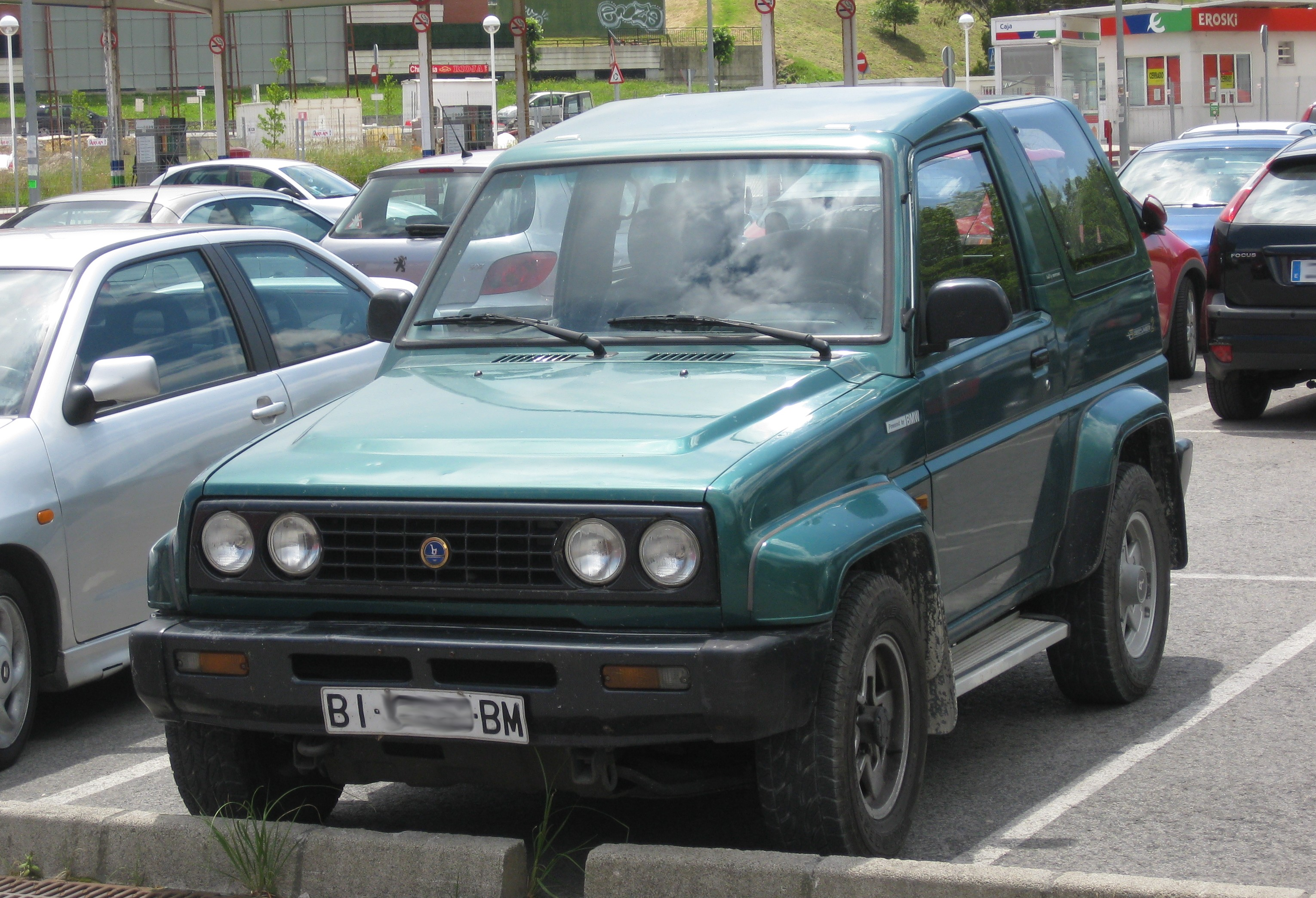
Bertone Freeclimber II
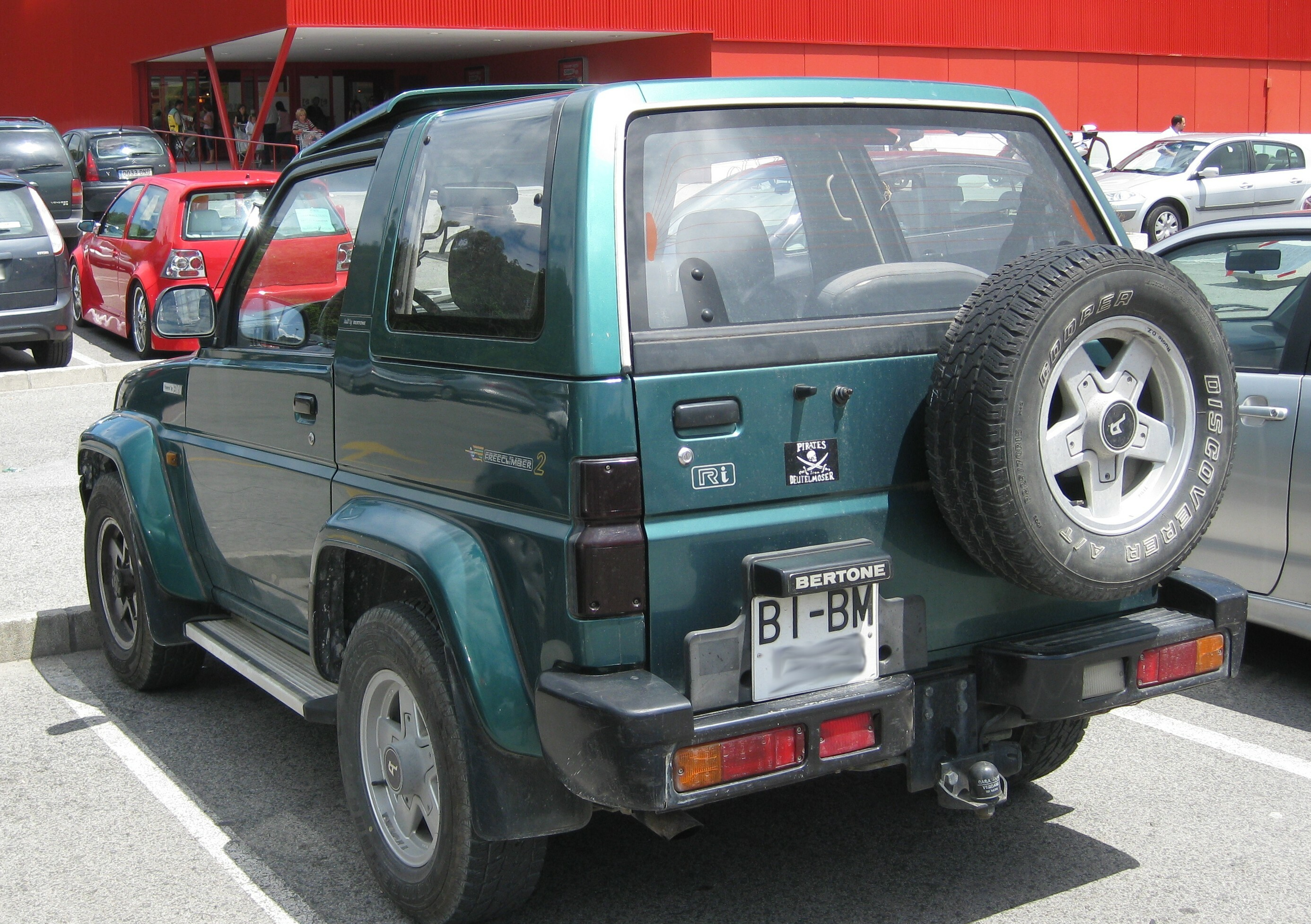
Bertone Freeclimber II, achteraanzicht

In productie:
Copen ·
Cuore ·
Hijet ·
Materia ·
Sirion ·
Terios ·
Trevis
Concepts:
Mud Master C
Niet meer in productie:
Applause ·
Charade ·
Charmant ·
Consorte ·
Compagno ·
Fellow ·
Feroza ·
Gran Move ·
Max Cuore ·
Move ·
Rocky ·
Taft ·
Valéra ·
YRV